# 気になる時間
『気になる時間』（きになるじかん）は、2006年4月7日から2008年3月28日まで奈良テレビで毎週金曜日の21:00 - 21:55 (JST) に生放送されていた情報番組である。

## 概要
日常のさまざまな”気になること、気になる人、気になるモノ”について徹底的に取材し、紹介する。
2006年4月7日に、約13年間にわたって放送された情報番組『ざっくばらん』の後継番組としてスタート。前番組が奈良県内の様々な情報をざっくばらんに紹介するバラエティー要素がやや強い番組だったのに対し、本番組は「教養バラエティー」を掲げる硬派路線の番組だった。
2007年4月6日から番組の全面的なリニューアルを実施。出演者のほとんどを入れ替えたほか、企画コーナーなどを一新した。この4月のリニューアル以降も、小規模なリニューアルを短期間のうちに繰り返したものの、2008年3月28日に最終回を迎え、前番組が13年間も続いた長寿番組だったのに対して、本番組はわずか2年で放送を終了した。その後、同年4月4日に本番組の後継番組『ぜっぴん!!』がスタートするも、こちらも短期間のうちにリニューアルを繰り返したのちに、結果的に本番組と同様にわずか2年で放送を終了した。

## 出演者
- 豊島美雪（番組開始から2007年3月まで）
- 田中毅（番組開始から2007年3月まで）
- 南波糸江（番組開始から2007年3月まで）
- 藤原宏美
- 山根康広（2007年4月6日 - 2007年9月21日）
  - 「奈良倉健」なるキャラクターに扮して出演していた。そのため、番組出演時のテロップや公式サイトには山根の名前は記載されず、「奈良倉健」が記載されていた。2007年10月5日には山根康広として出演した。
- 永井康之（2007年4月6日 - 2008年3月28日）
- 岩井万実（2007年4月6日 - 2008年3月28日）
- 大浦理子（2007年10月5日 - 2008年3月28日）

## 放送時間
- 毎週金曜日 21:00 - 21:55（55分間）
  - 毎週月曜日11:30 - 12:25に再放送を実施。

## テーマ曲
- 「MADE IN "J"」 - 山根康広